# La Malédiction du lys
Pour plus de détails, voir Fiche technique et Distribution.
La Malédiction du lys est un téléfilm français réalisé en 2022 par Philippe Niang d'après un scénario de Zangro, Céline Guyot et Martin Guyot, et diffusé pour la première fois en France le 10 juin 2023 sur France 3.
Ce polar est une production de Bien ou Bien Productions pour France 3,, réalisée avec la participation de TV5 Monde et de la Radio télévision suisse (RTS) ainsi que le soutien de la région Nouvelle-Aquitaine.

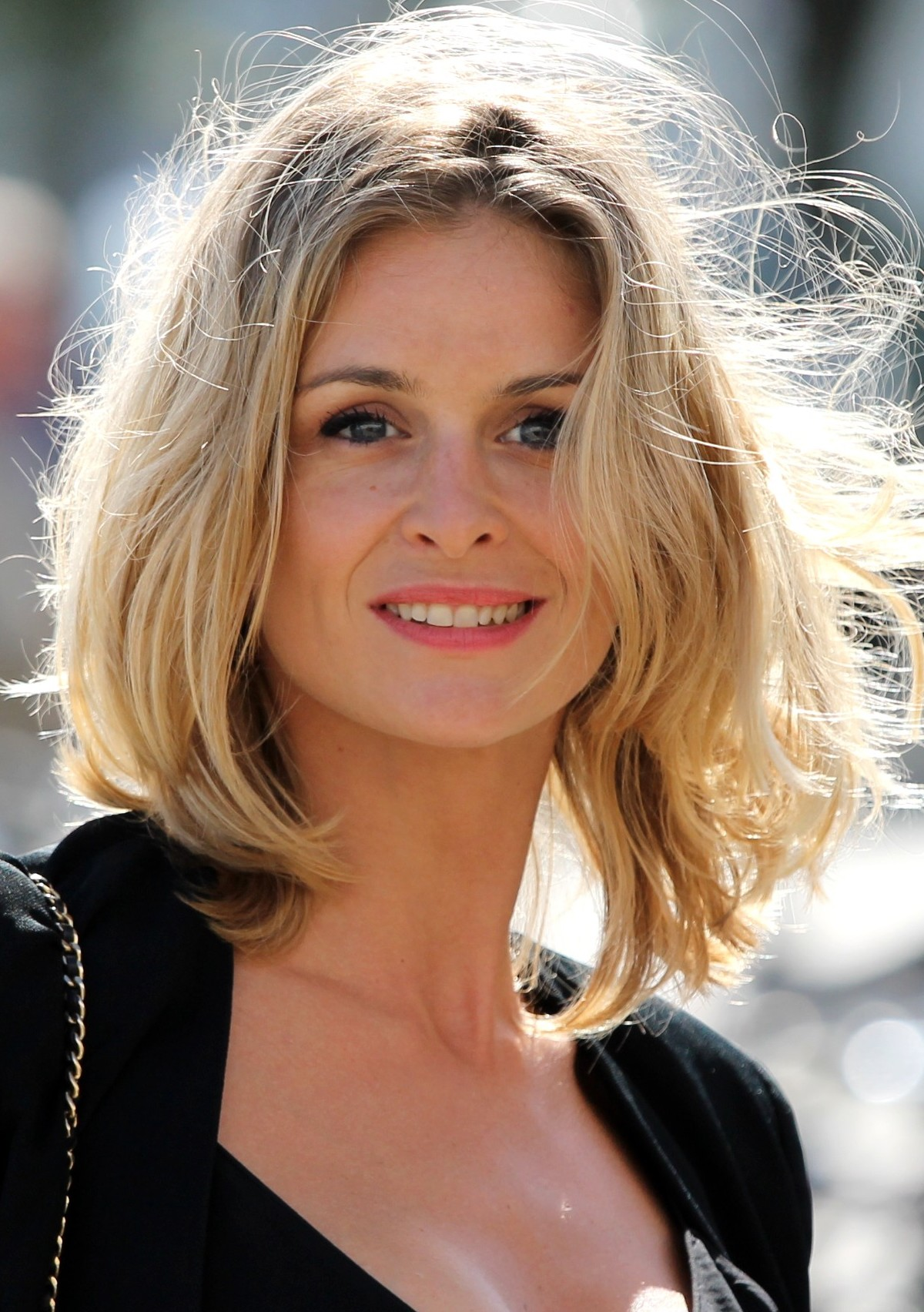
Jeanne Bournaud.

## Synopsis
Hervé Landry, promoteur immobilier et candidat à la mairie de Bordeaux, est retrouvé assassiné, nu, marqué au fer rouge d'une fleur de lys à l'épaule, avec une muselière en cuir sur le visage et une corde autour du cou.
L'enquête est confiée à la capitaine Clémence Lacoste, flanquée d'un policier spécialiste du renseignement envoyé depuis Paris vu le caractère politiquement sensible de l'affaire.
Clémence Lacoste et Antoine Rosy découvrent que Landry s'est disputé, trois semaines avant sa mort, avec Anta Gomis, présidente de l'association Ameno (Association pour la mémoire noire) dont l'objectif est la lutte contre la discrimination, l'appel au devoir de mémoire et la promotion des personnalités issues de la diversité. Anta Gomis lui avait montré des documents reçus des USA comprenant une liste de 18 commerçants de Bordeaux qui avaient fait fortune grâce à la traite négrière, liste en tête de laquelle figurait le nom de la famille Landry, mais on lui a volé ces documents trois jours plus tard.
Les enquêteurs comprennent grâce aux explications de Gomis que Hervé Landry a subi, avant de mourir, les sévices infligés aux esclaves accusés de vol dans les plantations.
Ils craignent également pour la sécurité des descendants des 18 grandes familles bordelaises qui doivent leur fortune à la traite négrière. Et, en effet, un proche de Landry est trouvé assassiné de la même façon quelques jours plus tard, pendu au mât d'un ponton de pêche au carrelet.

## Fiche technique
- Titre français : La Malédiction du lys
- Réalisation : Philippe Niang[1],[2]
- Scénario : Zangro, Céline Guyot et Martin Guyot[1],[2],[3]
- Musique : Ronan Maillard
- Décors : Daniel Schietse
- Costumes : Valérie Cabell et François Juge
- Son : Alexandre Verwaerde
- Montage : Aïn Varet
- Production : Zangro[1],[2],[3]
- Sociétés de production : Bien ou Bien Productions[1],[2]
- Pays de production :  France
- Langue originale : français
- Format : couleur
- Genre : Policier[2]
- Durée : 90 minutes[1],[2]
- Date de première diffusion : 10 juin 2023 sur France 3

## Distribution
- Erika Sainte : capitaine Clémence Lacoste
- David Baïot : Antoine Rosy
- Christophe Favre : commissaire Girard
- Jeanne Bournaud : Daphné Moulinas
- Frédéric Andrau : Stéphane Martinez
- Vincent Lecœur : Baptiste Moulinas
- Angie Gabrielle : Bérénice Moulinas
- Florent Cheippe : Romuald Claverie
- Julie Papin : Ambre Claverie
- Cédric Carlier : Hervé Landry
- Iñaki Lartigue : Lionel
- Annabelle Lengronne : Anta Gomis
- Myriam Yahiaqui : Sabrina
- Renaud Calvet : Bestel
- Karine Angeon : Chris
- Albert Godberg : Goran Nikolic
- Izm : Luc Payet

## Production

### Genèse et développement
Le scénario est écrit par Zangro, Céline Guyot et Martin Guyot, d'après une idée originale de Zangro, et la réalisation est assurée par Philippe Niang,.
La production est assurée par Zangro pour Bien ou Bien Productions.

### Attribution des rôles
En novembre 2022, France Télévisions annonce que le casting comprend Erika Sainte et David Baïot, dans le rôle d'une policière bordelaise et d'un policier parisien, ainsi que Christophe Favre, Jeanne Bournaud, Frédéric Andrau, Vincent Lecœur et Florent Cheippe,.

### Tournage
Le tournage se déroule du 24 novembre au 22 décembre 2022 en Gironde,.

## Diffusions et audience
En France, le téléfilm, diffusé le 10 juin 2023 sur France 3, est regardé par 3 870 000 téléspectateurs et se classe premier en termes d'audience,.